# Wenceslausplein
Het Wenceslausplein (Tsjechisch: Václavské náměstí) is een plein in het centrum van de Tsjechische hoofdstad Praag. Sinds het jaar 1848 is het plein genoemd naar de heilige Wenceslaus. Het plein werd oorspronkelijk ingericht als paardenmarkt. Met een lengte van 750 meter behoort het Wenceslausplein tot de grootste in Europa. Op dit plein vond in 1989 de Fluwelen Revolutie plaats, wat het einde betekende van het communistische tijdperk.
Met afmetingen van 750 bij 60 meter is het Wenceslausplein meer een boulevard dan een plein. Het plein loopt van het noordoosten naar het zuidwesten langzaam omhoog. Aan de zuidoostzijde is het Nationaal Museum gevestigd. Voor het museum staat een standbeeld van de heilige Wenceslaus te paard. Aan de andere kant van het plein staat de Maria Sneeuwkerk.
Lijn A van de metro van Praag loopt onder het Wenceslausplein door. De twee drukste metrostations van de stad, Muzeum en Můstek, liggen aan het plein. Op het plein bevindt zich ook de plaquette ter nagedachtenis van Jan Palach, de student die zich in 1969 op het plein in brand stak uit protest tegen het gebrek aan democratie in het destijds communistische Tsjechië.